# Гасмерсгайм
Гасмерсгайм (нім. Haßmersheim) — громада в Німеччині, знаходиться в землі Баден-Вюртемберг. Підпорядковується адміністративному округу Карлсруе. Входить до складу району Неккар-Оденвальд.
Площа — 19,15 км2. Населення становить 5000 ос. (станом на 31 грудня 2020).